# Ninox ochracea
La lechuza gavilana de vientre ocre o nínox ocráceo (Ninox ochracea) es una especie de ave estrigiforme de la familia Strigidae endémica de las Célebes.

## Hábitat y estado de conservación
Se encuentra únicamente en Célebes e islas menores circundantes como las Banggai y Buton. Sus hábitats naturales son los selvas tropicales isleñas. Se encuentra amenazado por pérdida de hábitat.